# Sipacapa
Sipacapa är en kommunhuvudort i Guatemala.   Den ligger i departementet Departamento de San Marcos, i den västra delen av landet, 140 km nordväst om huvudstaden Guatemala City. Sipacapa ligger 2 227 meter över havet och antalet invånare är 661.
Terrängen runt Sipacapa är lite bergig. Runt Sipacapa är det tätbefolkat, med 459 invånare per kvadratkilometer. Närmaste större samhälle är Cabricán, 9,1 km sydost om Sipacapa. I omgivningarna runt Sipacapa växer huvudsakligen savannskog.